# Coupe des Villes féminine de handball 1995-1996
Navigation
Coupe des Villes 1994-1995 Coupe des Villes 1996-1997
La coupe des Villes 1995-1996 est la 3e édition de la Coupe des Villes féminine de handball, compétition créée en 1993.
La compétition est remportée par le club roumain du Silcotub Zalău, vainqueur en finale des Norvégiennes du Gjerpen IF Skien.

## Formule
Tous les tours se déroulent en matchs aller-retour, y compris la finale. 

## Résultats

### Tour préliminaire
| Date Aller      | Club                  | Aller            | Total            | Retour           | Club                     | Date Retour     |
| --------------- | --------------------- | ---------------- | ---------------- | ---------------- | ------------------------ | --------------- |
| 7 octobre 1995  | Austria Tabak         | 24 – 15          | 45 – 26          | 21 – 11          | Vardar Skopje            | 8 octobre 1994  |
| 7 octobre 1995  | Corteblanco Bidebieta | 32 – 17          | 61 – 32          | 29 – 15          | Družstevník Topoľníky    | 14 octobre 1994 |
| 7 octobre 1995  | EB Start Elbląg       | 37 – 20          | 63 – 48          | 26 – 28          | Burja Skofije            | 14 octobre 1994 |
| 8 octobre 1995  | SC Galytchanka Lviv   | 23 – 30          | 37 – 44          | 14 – 24          | Silcotub Zalău           | 14 octobre 1994 |
| 8 octobre 1995  | Polisportiva Enna     | 21 – 41          | 32 – 83          | 11 – 42          | Frederiksberg IF         | 14 octobre 1994 |
| 8 octobre 1995  | Colégio de Gaia       | 26 – 10          | 44 – 21          | 18 – 11          | HB Echternach            | 15 octobre 1994 |
| 8 octobre 1995  | ES Besançon           | 32 – 23          | 57 – 48          | 25 – 25          | Kültür Spor Ankara       | 15 octobre 1994 |
| 8 octobre 1995  | Savski venac Belgrade | 36 – 13          | 70 – 23          | 30 – 15          | Kiklopes Alexandroúpoli  | 15 octobre 1994 |
| 14 octobre 1995 | ZMC Amicitia Zurich   | 30 – 11          | 60 – 26          | 30 – 15          | Kefalovrysos Kythreas    | 15 octobre 1994 |
| 7 octobre 1995  | V&F Sasja HC Anvers   | forfait Anvers ? | forfait Anvers ? | forfait Anvers ? | Univ. d'État de Tbilissi | 9 octobre 1994  |

### Huitièmes de finale
| Date Aller       | Club                 | Aller   | Total    | Retour  | Club                     | Date Retour      |
| ---------------- | -------------------- | ------- | -------- | ------- | ------------------------ | ---------------- |
| 18 novembre 1995 | Frederiksberg IF     | 55 – 13 | 121 – 18 | 66 – 5  | Univ. d'État de Tbilissi | 19 novembre 1995 |
| 8 octobre 1995   | TV 05 Mainzlar       | 24 – 24 | 43 – 46  | 19 – 22 | Corteblanco Bidebieta    | 14 octobre 1995  |
| 12 novembre 1995 | Gjerpen IF Skien     | 35 – 17 | 64 – 36  | 29 – 19 | Colégio de Gaia          | 13 novembre 1995 |
| 17 novembre 1995 | Kouban Krasnodar     | 34 – 14 | 58 – 29  | 24 – 15 | Austria Tabak            | 19 novembre 1995 |
| 16 novembre 1995 | Rossijanka Volgograd | 20 – 27 | 38 – 48  | 18 – 17 | ES Besançon              | 19 novembre 1995 |
| 11 novembre 1995 | Karbon Zaprešić      | 15 – 18 | 34 – 42  | 19 – 24 | Savski venac Belgrade    | 12 novembre 1995 |
| 17 novembre 1995 | Győri Keks ETO       | 33 – 13 | 66 – 24  | 18 – 17 | ZMC Amicitia Zurich      | 18 novembre 1995 |
| 12 novembre 1995 | Silcotub Zalău       | 23 – 13 | 39 – 38  | 16 – 25 | EB Start Elbląg          | 18 novembre 1995 |

### Quarts de finale
| Date Aller      | Club                  | Aller   | Total   | Retour  | Club                  | Date Retour     |
| --------------- | --------------------- | ------- | ------- | ------- | --------------------- | --------------- |
| 13 janvier 1996 | Frederiksberg IF      | 23 – 25 | 42 – 51 | 19 – 26 | Gjerpen IF Skien      | 21 janvier 1996 |
| 14 janvier 1996 | Savski venac Belgrade | 25 – 22 | 44 – 46 | 19 – 24 | ES Besançon           | 21 janvier 1996 |
| 14 janvier 1996 | Silcotub Zalău        | 29 – 17 | 47 – 28 | 18 – 21 | Győri Keks ETO        | 21 janvier 1996 |
| 19 janvier 1996 | Kouban Krasnodar      | 24 – 24 | 46 – 38 | 22 – 14 | Corteblanco Bidebieta | 21 janvier 1996 |

### Demi-finales
| Date Aller   | Club             | Aller   | Total   | Retour  | Club             | Date Retour  |
| ------------ | ---------------- | ------- | ------- | ------- | ---------------- | ------------ |
| 23 mars 1996 | Kouban Krasnodar | 23 – 24 | 43 – 49 | 20 – 25 | Silcotub Zalău   | 31 mars 1996 |
| 24 mars 1996 | ES Besançon      | 20 – 23 | 40 – 41 | 20 – 18 | Gjerpen IF Skien | 31 mars 1996 |

### Finale
| Date Aller | Club           | Aller   | Total    | Retour  | Club             | Date Retour |
| ---------- | -------------- | ------- | -------- | ------- | ---------------- | ----------- |
| 5 mai 1996 | Silcotub Zalău | 23 – 15 | 42E – 42 | 19 – 27 | Gjerpen IF Skien | 11 mai 1996 |

## Les championnes d'Europe
| Championne d'Europe Coupe Challenge 1996 Silcotub Zalău 1er titre |